# Macranthera flammea
Macranthera flammea là loài thực vật có hoa thuộc họ Cỏ chổi. Loài này được (W. Bartram) Pennell mô tả khoa học đầu tiên năm 1913.